# Koeleria praeandina
Koeleria praeandina là một loài thực vật có hoa trong họ Hòa thảo. Loài này được A.Molina mô tả khoa học đầu tiên năm 1990.